# محمود عبد الغني العجيمي
محمود عبد الغني عبد النبي علي العجمي (ولد في 31 أكتوبر 1990 في المنامة، البحرين) لاعب كرة قدم دولي بحريني يجيد اللعب في مركز حارس المرمى. يلعب حاليا لصالح الرفاع الذي ينافس في الدوري البحريني الممتاز منذ 2022.

## الإنجازات

### الحد
- كأس ملك البحرين (1): 2015